# فاطمة نبيل
فاطمة نبيل هي مذيعة مصرية.

## مسيرتها
ظهرت عام 2012 بالحجاب، وعليه فهي أول مذيعة نشرة أخبار محجبة في مصر منذ إنشاء التليفزيون المصري. وقد ربط عدد كبير من المتابعين اسمها بجماعة الإخوان المسلمين، بسبب تعيينها في عهد الرئيس الأسبق محمد مرسي، حيث أجرت اختبارات قبل نجاحه في الرئاسة، وبعد اجتيازها تلك الاختبارات أخبرها القائمون على رئاسة قطاع الأخبار أنه ما زال ظهور المحجبات في النشرات الإخبارية ممنوعًا.

## حياتها
فاطمة نبيل عبد العظيم حسن السمني،
عملت في التليفزيون المصري قطاع الأخبار وقدمت البرامج الأخبارية والسياسية وهي ابنة نبيل عبد العظيم حسن السمني، المحرر بالتليفزيون المصري وحفيدة عبد العظيم حسن علي السمني، الشهير بالشيخ فريد السنديوني، القارئ بإذاعة القرأن الكريم وزوجها ضابط شرطة.

## بداياتها
بداية فاطمة نبيل كانت في التليفزيون المصري عام 1999، حيث عملت كمترجمة في الإذاعة، حتى أُجريت مسابقة بقطاع الأخبار في التليفزيون المصري فانتقلت إلى هناك بعد نجاحها في الاختبارات في عام 2003.
بعد قيام ثورة 25 يناير عام 2011، أعلن التلفزيون المصري عن مسابقة لاختيار مذيعي نشرة جدد، تقدمت فاطمة نبيل إلى هذه المسابقة والتي كانت تضم من اللجنة كلا من الفنان محمود ياسين والإعلامية نوال سري والإعلامي عبد الوهاب قتاية. اجتازت فاطمة الاختبارات إلا ان القائمون على رئاسة قطاع الاخبار أوضحوا لها أنه من الممنوع ظهور المحجبات في النشرات الإخبارية كإحدى القواعد القائمة في التلفزيون المصري في ذلك الوقت. قدمت فاطمة العديد من الالتماسات إلى مدير وزارة الأعلام في الحكومة الانتقالية في ذلك الوقت «أسامة هيكل» ولكن لم ينجح الأمر. ظهرت العديد من المحطات التلفزيونية التي كان من الممكن لها الانتداب إليها وكانت قناة مصر 25 إحداهم ولم يكن لديهم أي مانع في استقبال الإعلاميات المحجبات للظهور على شاشاتها فانضمت لطاقمها.

### العودة إلى التلفزيون المصري
بعد فوز محمد مرسي بالانتخابات الرئاسية لجمهورية مصر العربية، تقدمت نبيل لوزير الإعلام صلاح عبد المقصود لتشكو له ما حصل وبعد أن اطلع على المستندات، علم أن موقفها القانوني سليم؛ وبالفعل عادت للعمل في التليفزيون المصري، وظهرت في أول نشرة لها في يوم 2 سبتمبر عام 2012، في الساعة الثانية عشرة ظهرًا بتوقيت القاهرة.

### 2013/2014
استقالت نبيل من قناة الجزيرة القطرية على الهواء مباشرة عقب أحداث الحرس الجمهوري في 8 يوليو 2013 في أحد برامج التوك شو المصرية. رفضت قيادات ماسبيرو ظهور الإعلامية على شاشاتها رغم تركها لقناة الجزيرة. ورغم أن التليفزيون المصري أذاع خبر استقالة مذيعته السابقة في نشرة أخبار التاسعة، نقلًا عن أحد مواقع الصحف القومية، إلا أن قيادات ماسبيرو واجهت عودة فاطمة إلى عملها، بمنع ظهورها على الشاشة مرة أخرى. ومنذ أغسطس 2013، لم يتم السماح لفاطمة إلا بقراءة تقارير صوتية فقط، فيما ظهر وكأنه عقاب لها على استقالتها من الجزيرة، وإنهاء إعارتها لتلك القناة التي تمت بشكل قانوني وبموافقة قيادات بماسبيرو ثم عادت مرة اخرى للظهور في نشرات الاخبار في عام 2019.

### برامج قدمتها
- النشرة الاقتصادية بقناة الساعة.[9]
- النشرة الإخبارية بقناة مصر 25.
- برامج حوارية بقناة مصر 25.
- نشرة الأخبار بالتليفزيون المصري القناة الأولى والفضائية المصرية في الثاني من سبتمبر 2012.
- برنامج كلام اليوم على القناة الأولى بالتليفزيون المصري.
- برنامج الناس والأحزاب على القناة الأولى بالتليفزيون المصري.
- قناة صوت الشعب التابعة للتليفزيون المصري.
- انتقلت إلى قناة الجزيرة مباشر مصر في الثالث من فبراير 2013 واستقالت منها في يوليو من نفس العام.[10]